# 印第安纳波利斯大学
印第安納波利斯大學（University of Indianapolis，縮寫：UIndy）是位於美國印第安納州印第安納波利斯的一所私立大學，該大學成立於1902年，當時叫做中印第安納大學（Indiana Central University），後來又稱中印第安納學院（Indiana Central College），1986年改現名。2019年《美國新聞與世界報道》在“中西部地區大學”排名中將其列在第38位。

## 外部連接
- 官方网站
- Official athletics website（页面存档备份，存于）
- Campus map （页面存档备份，存于）
- The Reflector Online （页面存档备份，存于），校報